# Andinomys edax
Andinomys edax (Thomas, 1902) è un roditore della famiglia dei Cricetidi, unica specie del genere Andinomys (Thomas, 1902), diffuso nell'America meridionale.

## Descrizione

### Dimensioni
Roditore di medie dimensioni, con la lunghezza della testa e del corpo tra 134 e 149 mm, la lunghezza della coda tra 125 e 132 mm, la lunghezza del piede tra 28 e 29 mm, la lunghezza delle orecchie tra 24 e 25 mm e un peso fino a 80 g.

### Caratteristiche craniche e dentarie
Il cranio presenta un rostro lungo, largo e robusto, la zona inter-orbitale è stretta, con i bordi paralleli e priva di creste sopra-orbitali. I fori palatali sono grandi, la bolla timpanica è piccola. Gli incisivi sono robusti e lisci, i molari sono ipsodonti, ovvero con la corona alta.
Sono caratterizzati dalla seguente formula dentaria:

### Aspetto
Il corpo è tozzo, la pelliccia è lunga, fine e soffice. Le parti superiori variano dal giallo-brunastro al giallo-fulvo, striate di nero, i fianchi sono più chiari, mentre le parti inferiori sono bianco-grigiastre con la base dei peli scura. Le orecchie sono relativamente grandi, rivestite di densa peluria, marroni con i bordi marcati di bianco. Il dorso delle zampe è densamente ricoperto di peli, le unghie sono parzialmente nascoste da ciuffi di peli bianco-argentati. Il pollice è provvisto di un'unghia larga, mentre il quinto dito è privo di artiglio e raggiunge la metà della seconda falange del quarto dito. Le piante dei piedi sono prive di peli e fornite di grossi cuscinetti arrotondati. La coda è ricoperta di peli, scura sopra e più chiara sotto. Le femmine hanno quattro paia di mammelle.

## Biologia

### Comportamento
È una specie terricola, buona arrampicatrice e notturna. Si rifugia tra le rocce lungo le sponde dei torrenti e tra i cespugli. Costruisce nidi sui rami degli alberi e in buche rivestite finemente di paglia.

### Alimentazione
Si nutre di materiale vegetale.

### Riproduzione
Si riproduce alla fine della stagione secca, in maniera tale che i piccoli possano crescere durante il picco della presenza di piante. Una femmina gravida con tre embrioni sviluppati è stata catturata a dicembre.

## Distribuzione e habitat
Questa specie è diffusa nel Perù meridionale, Bolivia centro-occidentale, Cile settentrionale e nell'Argentina nord-occidentale.
Vive nelle boscaglie andine tra 1.500 e 5.100 metri di altitudine. Lungo le sponde del Lago Titicaca è stata osservata anche in zone coltivate.

## Conservazione
La IUCN Red List, considerato il vasto areale e la popolazione presumibilmente numerosa , classifica A.edax come specie a rischio minimo (Least Concern).